# The Adverts
The Adverts — англійський панк-рок гурт, утворений 1976 року в Лондоні. До першого складу гурту входили: Тімоті «Ті Ві» Сміт (Timothy «T.V.» Smith) — вокал; Говард Пікап (Howard Pickup) — гітара; Гей Едверт (Gaye Advert) — бас, вокал та Лорі Драйвер (Laurie Driver) — ударні.
Популярність цей гурт здобув у відомому лондонському клубі The Roxy, який презентував панк-виконавців. Гітарист гурту The Damned, Брайн Джеймс, перебуваючи під сильним впливом від виступів The Adverts, запропонував їм спільні концерти, а також рекомендував їх менеджерам фірми «Stiff». Ці виступи рекламували так: «Adverts вміють грати один акорд. Damned знають три. Приходьте послухати як вони разом зіграють чотири».
Дебютний сингл Adverts під провокаційною назвою «One Chord Wonders» («Чудеса одного акорду») зустріли непогано, однак славу їм принесла друга мала платівка «Gary Gilmore's Eyes» з текстом про засудженого до страти злочинця, який жертвує власні очі на потребу науки. Ця типова для панк-року мішанина з гротеску та жаху швидко потрапила до британського Тор 20 і стала найвищим досягненням гурту. Adverts також стали одним з перших панк-гуртів, який оцінив масовий споживач. Однак черговий сингл «Safety in Numbers», попри великий шум у пресі, залишився непомітним для слухачів, проте наступний — «No Time To Be 21» — все ж зачепився за тридцять четверте місце британського чарту. Через місяць після цього вони випустили свій дебютний альбом «Crossing The Red Sea With The Adverts», який став одним із найбільш високо оцінюваних альбомів панк-ери.
1978 року незабаром після запису альбому «Crossing The Red Sea With The Adverts» Драйвера замінив Джон Тау (John Towe), колишній учасник гуртів Chelsea та Generation X, а наступного року Тау замінив Род Леттер (Rod Latter). Часті зміни як складу, так і фонографічних фірм негативно вплинули на подальшу кар'єру гурту. Другий альбом «Cast Of Thousands» не мав особливого успіху і 27 жовтня 1979 року у концертному залі «Slough College Of Art» Сміт; Дейв Сінклер (Dave Sinclair) — ударні, Мел Уестон (Mel Weston) — клавішні; Ерік Рассел (Eric Russel) — гітара та Колін Стоунер (Colin Stoner) — бас (таким був на той час склад групи Adverts) дали свій останній концерт.
1980 року Сміт утворив гурт T.V. Smith's Explorers, з яким записав єдиний альбом, а 1987 року він став на чолі гурту The Cheap.

## Дискографія
- 1978: Crossing The Red Sea
- 1979: Cast Of Thousands
- 1987: The Peel Sessions
- 1990: Live At The Roxy

### T.V. Smith's Explorers
- 1981: The Last Words Of The Great Explorer T.V.Smith
- 1983: Channel Five— Surprise Surprise

## References
1. ↑  Strong, M.C. (2003). The Great Indie Discography. Edinburgh: Canongate. с. 4. ISBN 1-84195-335-0.
2. ↑  Joynson, Vernon (2001). Up Yours! A Guide to UK Punk, New Wave & Early Post Punk. Wolverhampton: Borderline Publications. с. 27. ISBN 1-899855-13-0.
3. ↑  Thompson, Dave (2000). Punk. Ontario: Collector’s Guide Publication. с. 61–62. ISBN 1-896522-27-0.
4. ↑  Thompson, Dave (2000). Alternative Rock. San Francisco: Miller Freeman Books. с. 146. ISBN 0-87930-607-6.
5. ↑  Buckley & Ellingham (eds) (1996). Rock: The Rough Guide. London: Rough Guides. с. 8. ISBN 1-85828-201-2.
6. ↑  Thompson, Dave (2000). Punk. Ontario: Collector’s Guide Publication. с. 64. ISBN 1-896522-27-0.
7. ↑  Mojo (October 2001) - 100 Punk Scorchers , Issue 95, London;
8. ↑  Thompson, Dave. Review of Crossing the Read Sea on Allmusic.